# Wu Weishan
Wu Weishan (chinesisch 吳為山, Pinyin Wú Wèishān; * 1962 in Dongtai, Jiangsu, Volksrepublik China) ist ein chinesischer Bildhauer.

## Leben und Werk

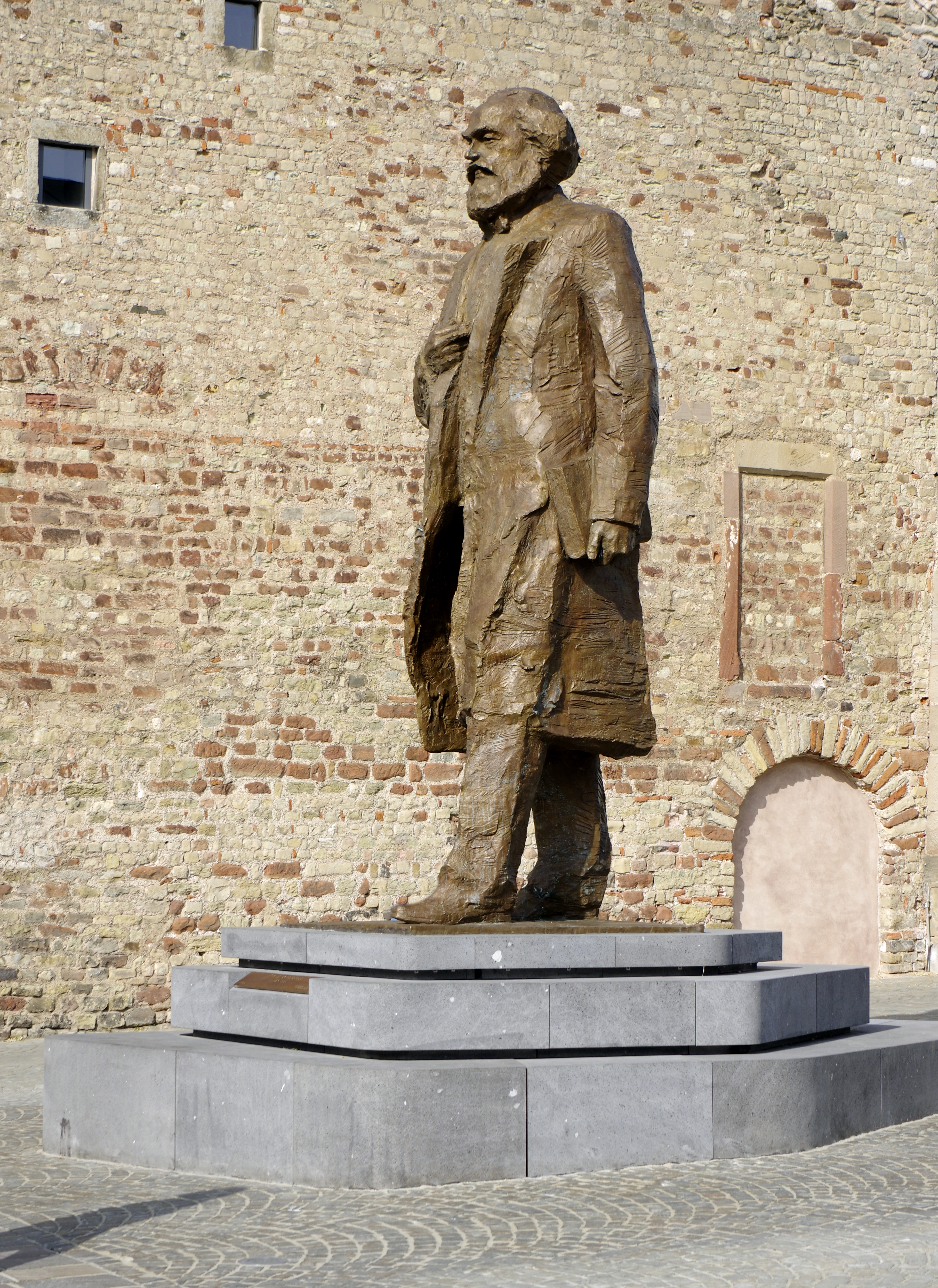
Die Karl-Marx-Statue in Trier (2018)

Wu ist Mitglied der Kommunistischen Partei Chinas und Abgeordneter der Politischen Konsultativkonferenz des chinesischen Volkes. Er ist Direktor des Chinesischen Kunstmuseums, sitzt dem Verein für Bildhauerei im städtischen Raum als Präsident vor, ist Vizepräsident des Chinesischen Künstlerverbands und leitet die Abteilung Bildhauerei der Kunstakademie Chinas. Die Universität Cambridge verlieh ihm die Ehrendoktorwürde.
Unter den Künstlern der Volksrepublik China wird er der „jungen Generation“ zugerechnet, deren Schaffensperiode nach dem Ende der sogenannten Kulturrevolution begann. Bei der Regierung ist er als Kunstexperte eingetragen und gehört zu den Kunstschaffenden, die vom Staat bevorzugt beauftragt werden, wenn es um politisch wichtige Standbilder geht.
Zu seinen Werken gehören Darstellungen von Mao Zedong aus dem Jahr 2013, Deng Xiaoping von 2014, eine Doppelstatue von Karl Marx und Friedrich Engels mit dem Titel Die große Freundschaft zwischen Marx und Engels vor dem Zentralen Kompilations- und Übersetzungsamt in Peking (2015) und eine 36 Meter hohe Statue des Philosophen Konfuzius. 2018 wurde seine Karl-Marx-Statue in Trier als Geschenk der Volksrepublik China enthüllt. Deren Stil beschrieb Wu als angelehnt an den „westlichen Realismus“, der zu Marx’ Zeiten vorgeherrscht habe, in Kombination mit „chinesischem Impressionismus“. An anderer Stelle schrieb er: „Die Statue ist im modernen chinesischen freihändig-expressionistischen Xieyi-Stil modelliert, der die Gestalt von Karl Marx nicht nur korrekt und feinsinnig wiedergibt, sondern vielmehr danach strebt, seine geistige Welt abzubilden!“
Wu schuf im Laufe seiner Karriere mehr als 500 Skulpturen historischer und kultureller Personen. Sein bildhauerisches Werk und seine Ölgemälde werden seit 1998 in Museen in Asien, Nordamerika und Europa gezeigt. Sie sind in Sammlungen öffentlicher und privater Museen vertreten, außerhalb Chinas etwa in den USA, Großbritannien und den Niederlanden. Das Nanjing-Museum zeigt in einem eigens dafür eingerichteten Raum seine Porträts von Personen der Kulturgeschichte, in Südkorea ist seinen Arbeiten ein Skulpturenpark gewidmet. Nach Darstellung der Beijing Rundschau betont Wu in seinem Schaffen stets „chinesischen Geist, chinesischen Geschmack und den Stil der Moderne“.

## Schriften
- The Poetry of Sculpture. World Scientific Publishing, New Jersey u. a. 2008, ISBN 978-981-279-007-1 (S. 346 f., Lebenslauf).